# Miss Slovenije 1988
Miss Slovenije 1988 je bilo lepotno tekmovanje, ki je potekalo 16. julija 1988 na stadionu NK Drava na Ptuju. 
Dogodek so pripravili bistro Julija, diskoteka Metulj in tednik Kaj. Bilo je 16 tekmovalk, izbranih na regionalnih izborih.  

### Uvrstitve
- zmagovalka Suzana Kocbek, dijakinja srednje ekonomske šole, Maribor
- 1. spremljevalka Nataša Špende, Domžale
- 2. spremljevalka Romana Markovič, Ljutomer

### Glasbeni gostje
Nastopile so skupine Indiana iz Ptuja, Novi fosili in Ansambel Lojzeta Slaka.

## Miss Jugoslavije 1988
Tekmovanje je bilo 22. avgusta 1988 v Umagu.

### Uvrstitve
- zmagovalka Suzana Žunić, 17 let, Split
- 1. spremljevalka Jelena Jovanović, 17 let, Split
- 2. spremljevalka Zorana Živadinović, 20 let, Beograd

Miss Jugoslavije Žunićeva je pred odhodom na svetovni izbor v Londonu prišla v mozirski Elkroj h kreatorki Urški Marovt na pomerjanje za garderobo iz jeansa za prosti čas.